# Big Sound Festival Pontevedra
El Big Sound Festival Pontevedra es un festival de música urbana que abarca géneros como el reguetón, el trap, el rap, el pop urbano y el electro latino, que se celebra en la ciudad gallega de Pontevedra (España). El Big Sound Festival también se celebra en las ciudades de Valencia y Sevilla y se ha consolidado como uno de los festivales más importantes de España en este ámbito, atrayendo a artistas de renombre internacional y nacional.

## Historia
La primera edición del festival en Pontevedra se celebró en el parque de Tafisa, muy cerca del paseo marítimo-fluvial, el 11 y 12 de julio de 2025, con un aforo de hasta 20 000 personas por día. Para esta primera edición del festival se colgó el cartel de completo con todas las entradas vendidas y la asistencia fue de más de 35 000 personas. El festival contó con dos escenarios, situados uno enfrente del otro y una zona de food trucks. Para esta primera edición se reforzaron además los transportes a Pontevedra con trenes y autobuses desde otras ciudades gallegas.
Como prolegómeno de la primera edición del festival, el día 8 de julio de 2025 se celebró en el parque de Tafisa el concierto de la estrella internacional Jennifer Lopez correspondiente a su gira mundial Up all night Live in 2025.
La segunda edición del Festival Big Sound Pontevedra se celebrará los días 17 y 18 de julio de 2026 también en el parque de Tafisa.

## Ediciones
2025
- Nicky Jam
- Ovy on the Drums[30]
- Abraham Mateo
- Juan Magán
- Cali & el Dandee
- Rels B
- Luck Ra
- Sabela
- Tanxugueiras
- DePol
- Omar Montes
- Amaia
- Julieta
- La Zowi
- Lode
- Leire Martínez
- María Escarmiento
- Ptazeta
- Henry Méndez[31][32][33]
- Soul Macklein
- Juanjo García Dj

## Galería de imágenes

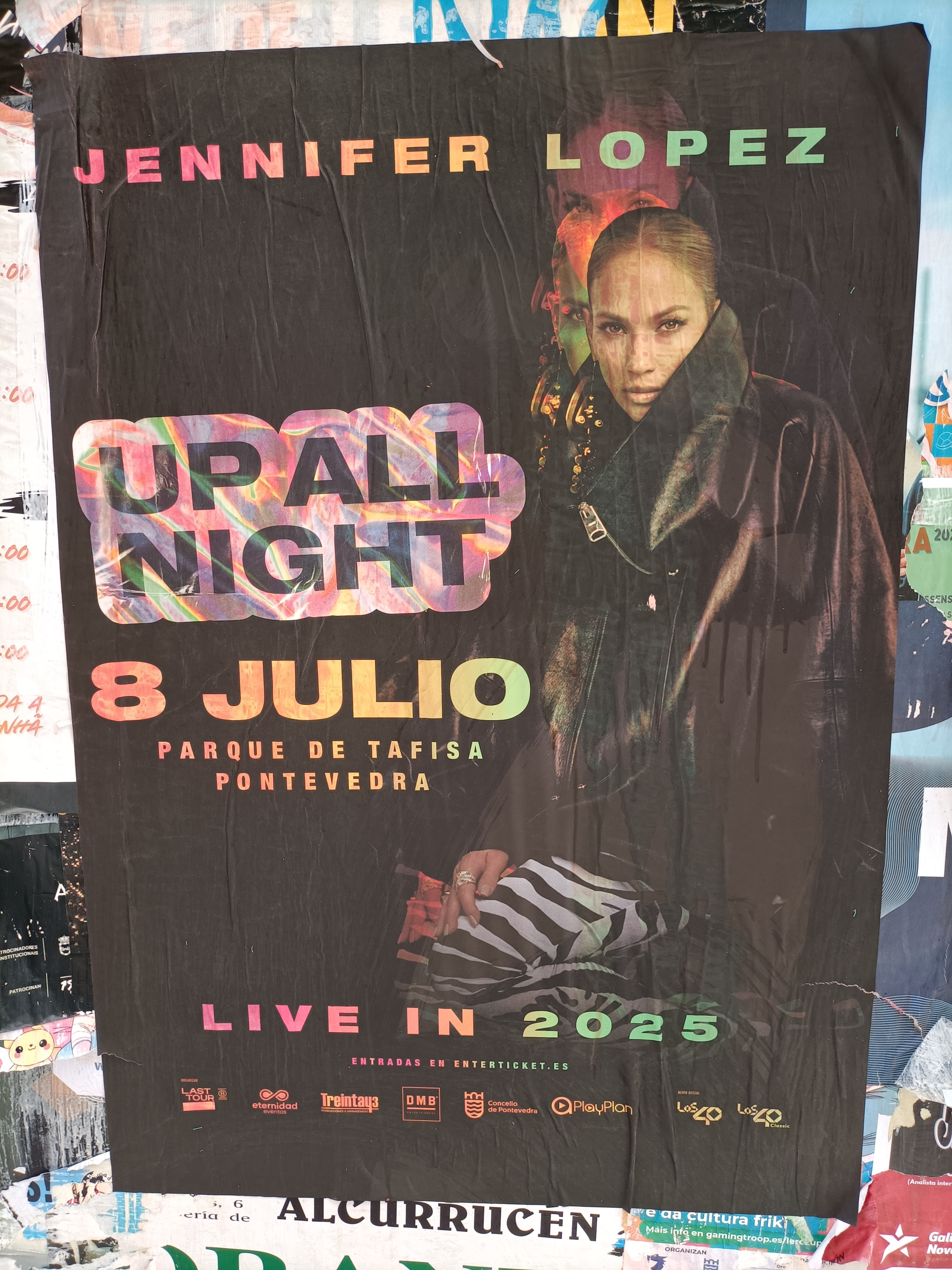
Cartel del concierto de Jennifer Lopez en Pontevedra.
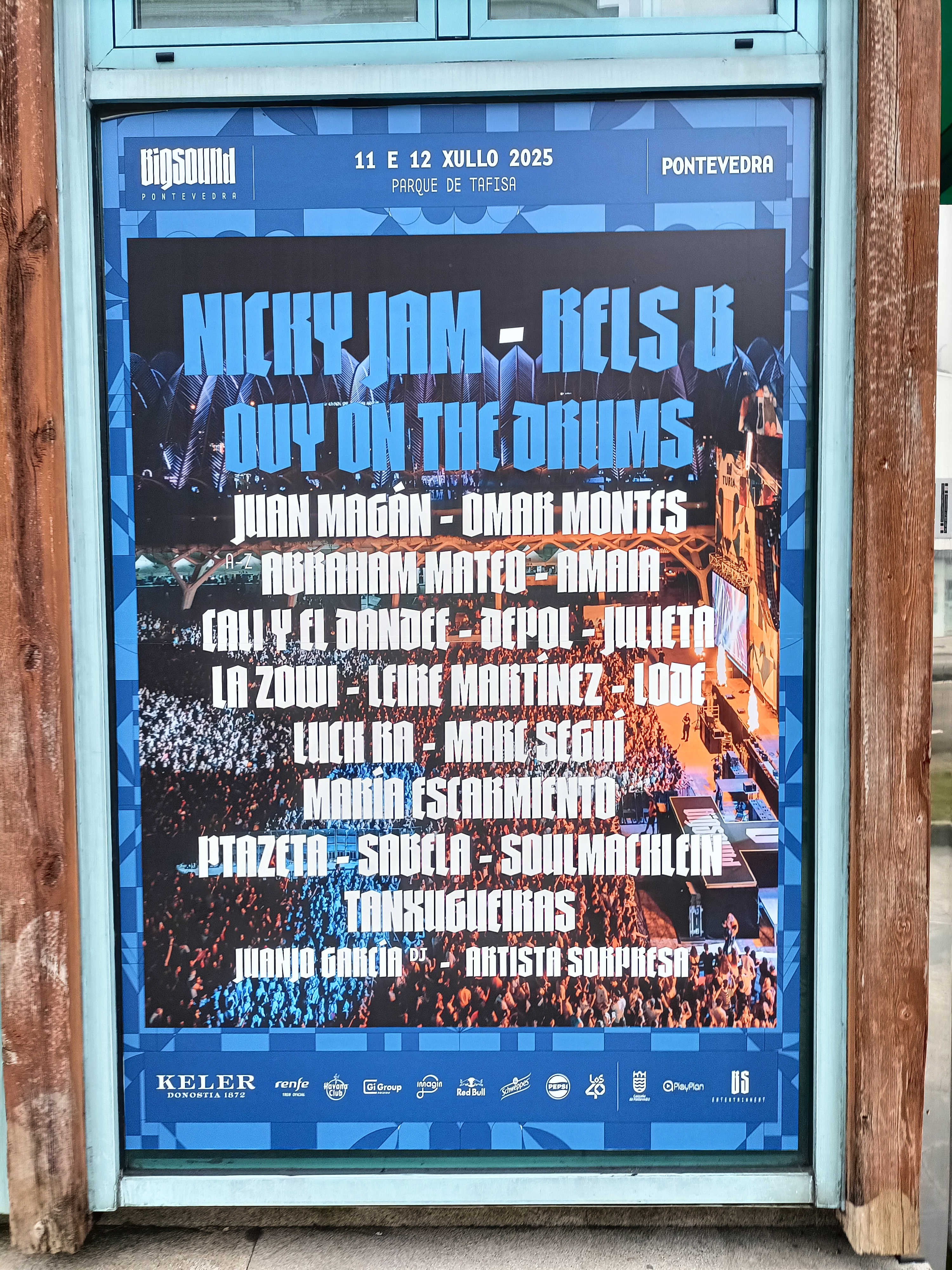
Cartel del Big Sound Festival Pontevedra 2025.
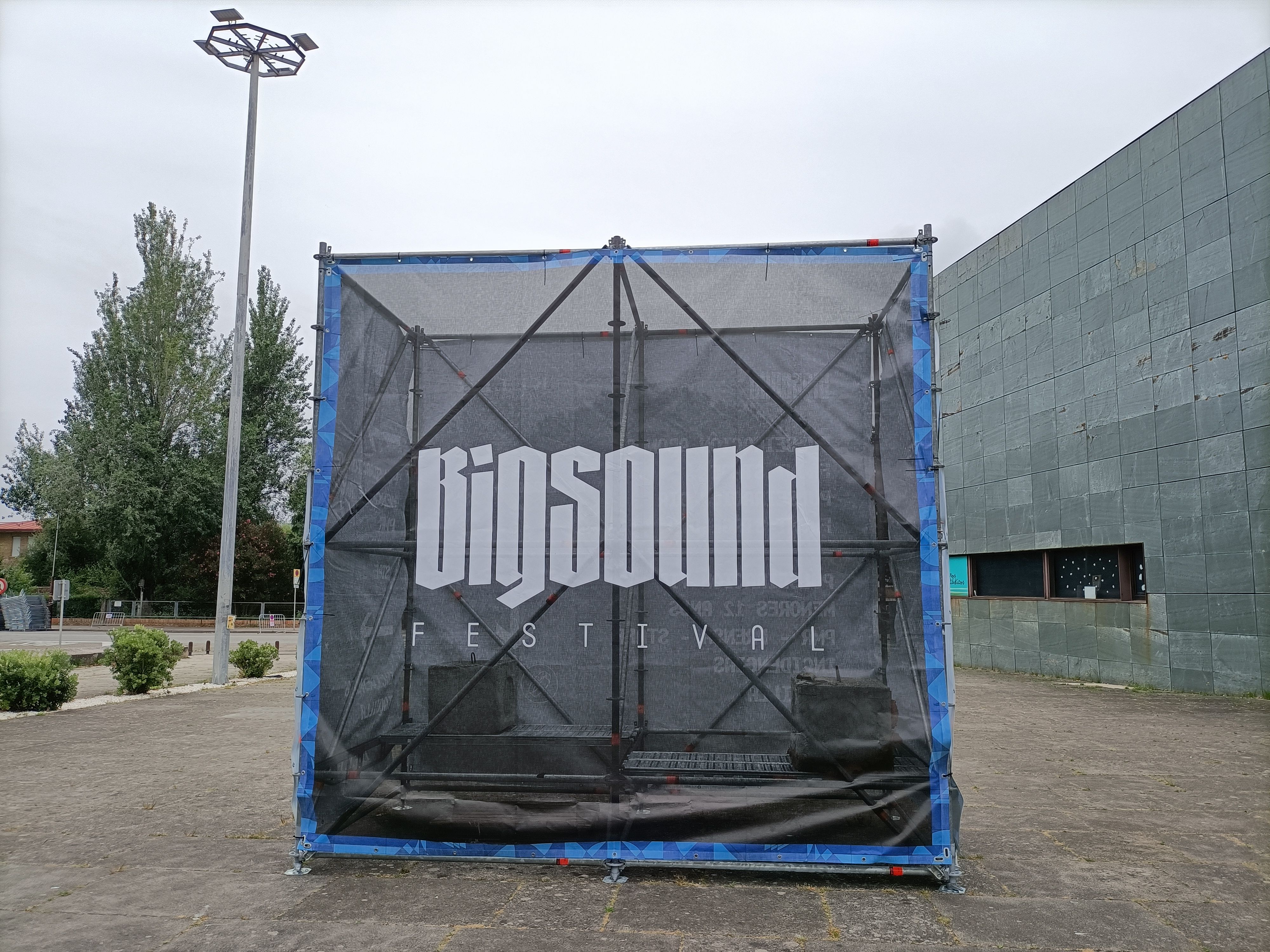
Panel del festival Big Sound en Pontevedra en 2025.
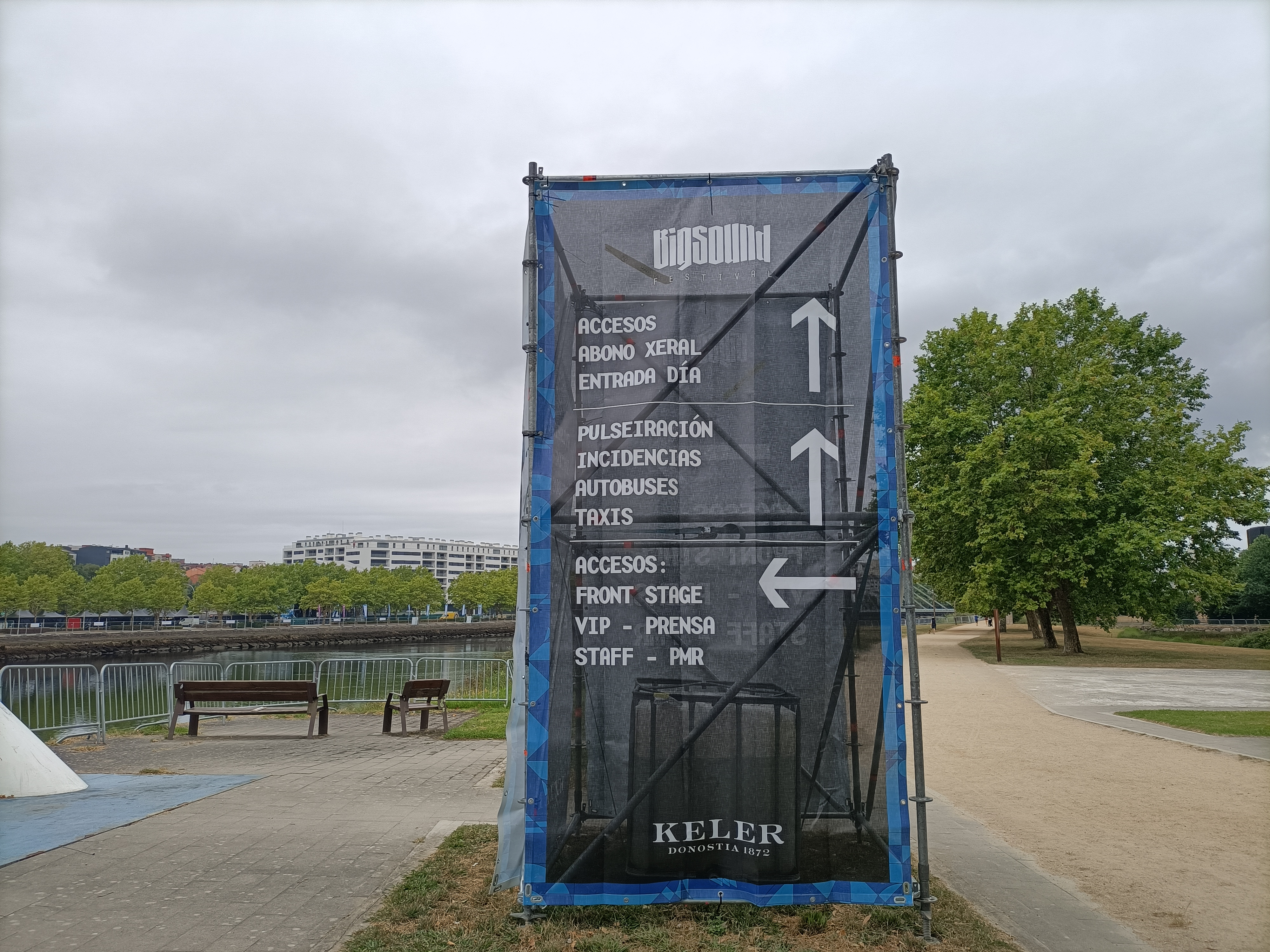
Panel indicador del Big Sound Pontevedra 2025.
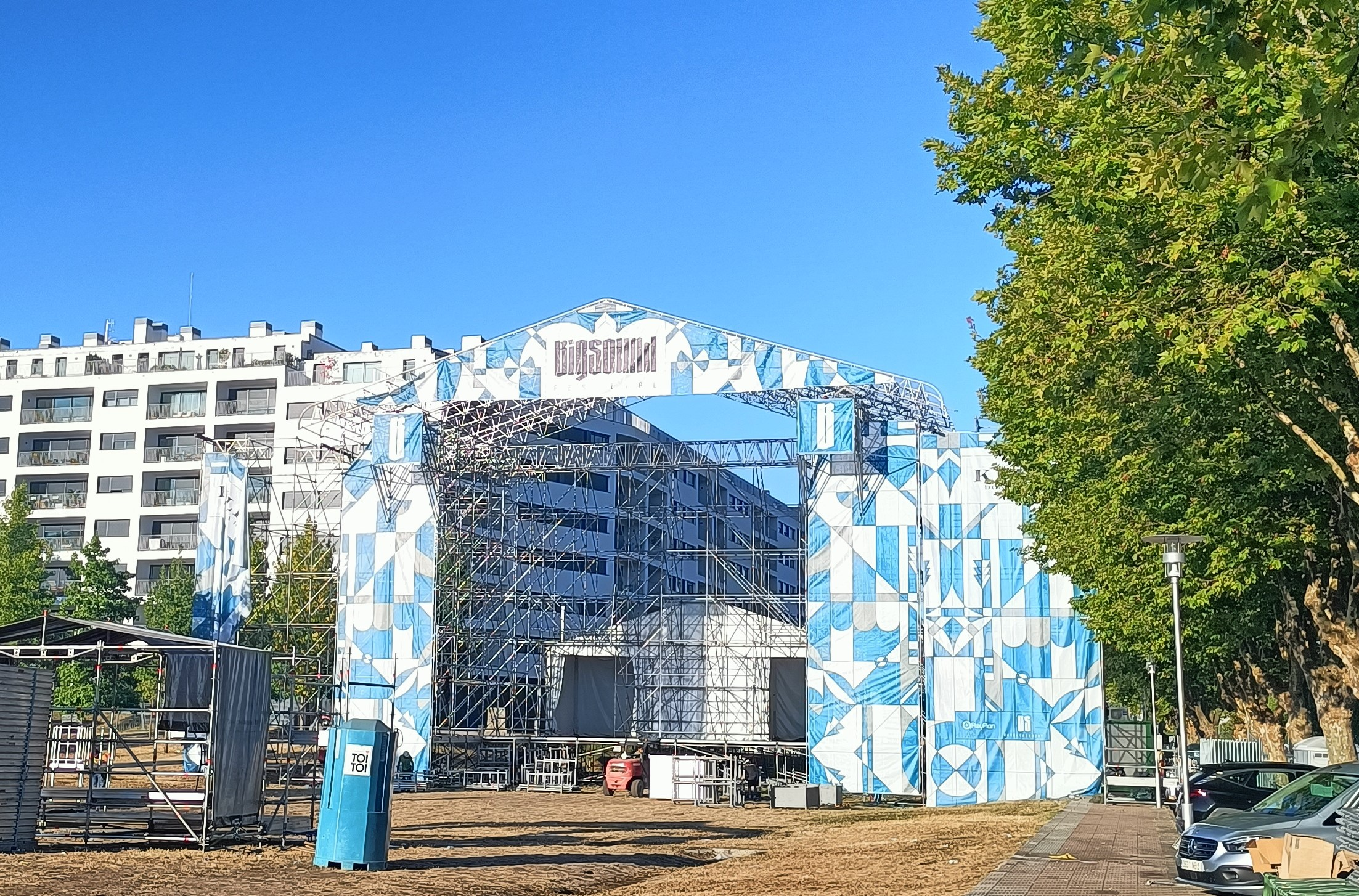
Segundo escenario del Big Sound Pontevedra 2025.
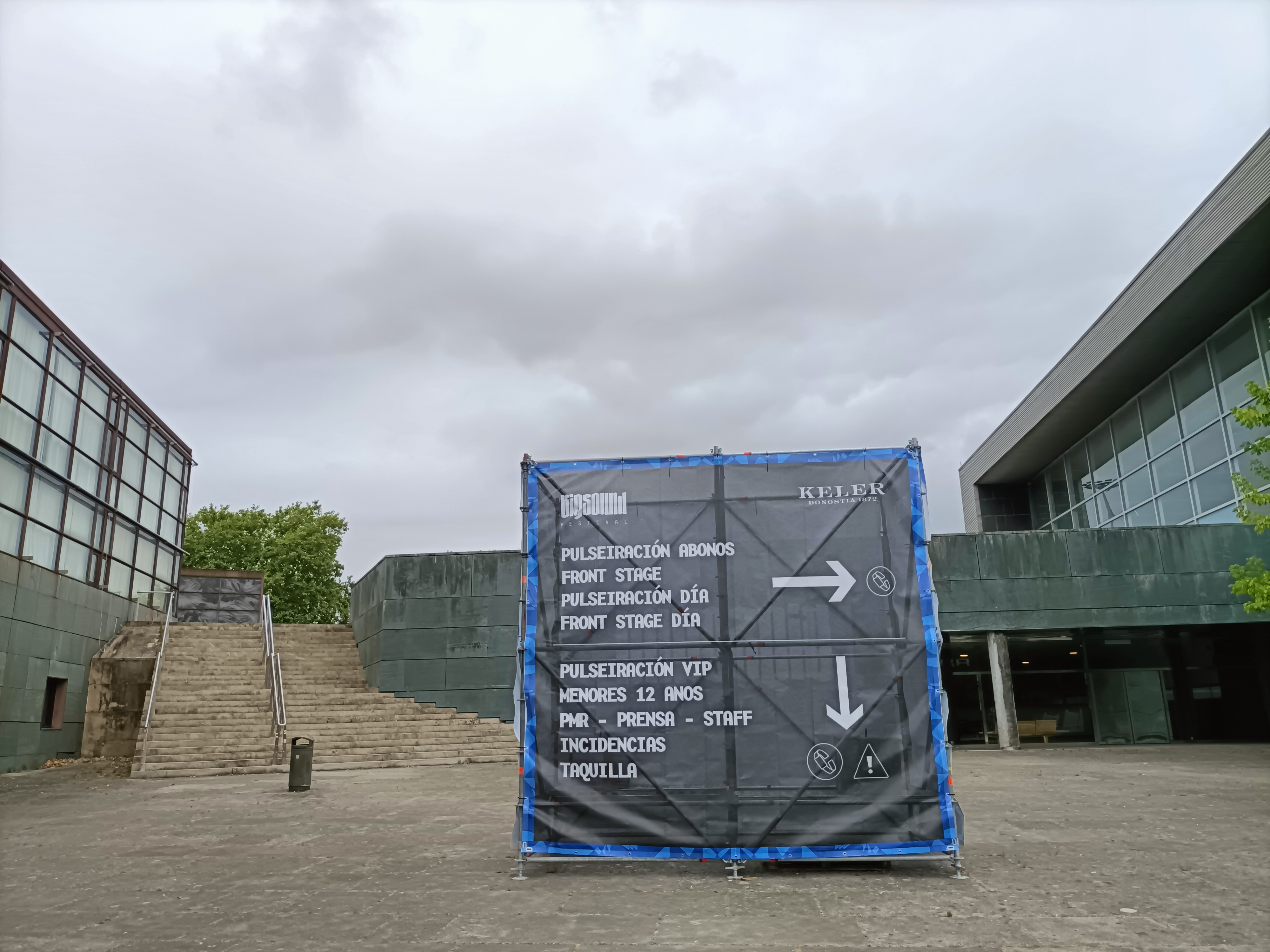
Panel indicador del Big Sound 2025 en Pontevedra.
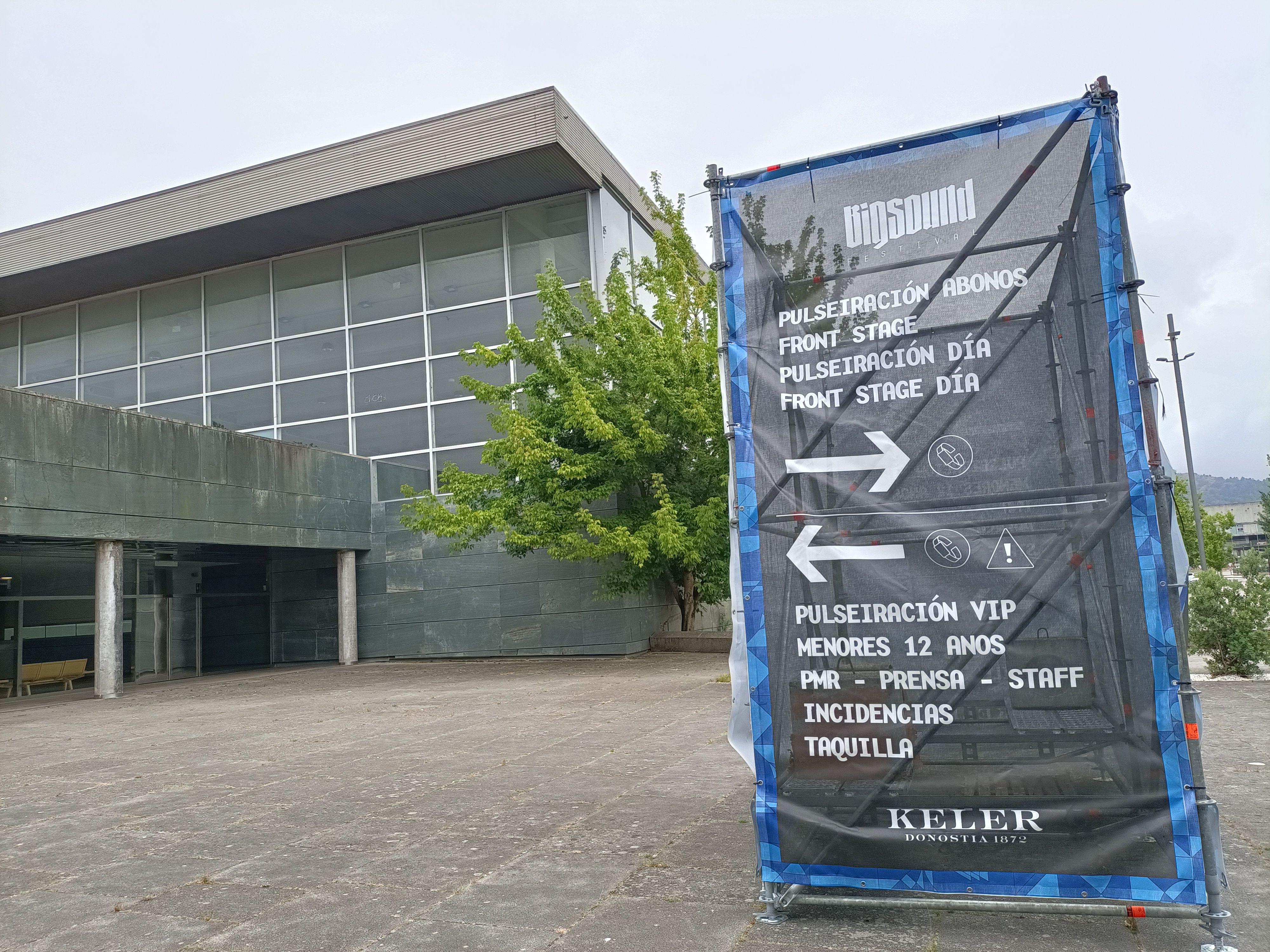
Panel indicador del Big Sound Festival 2025.
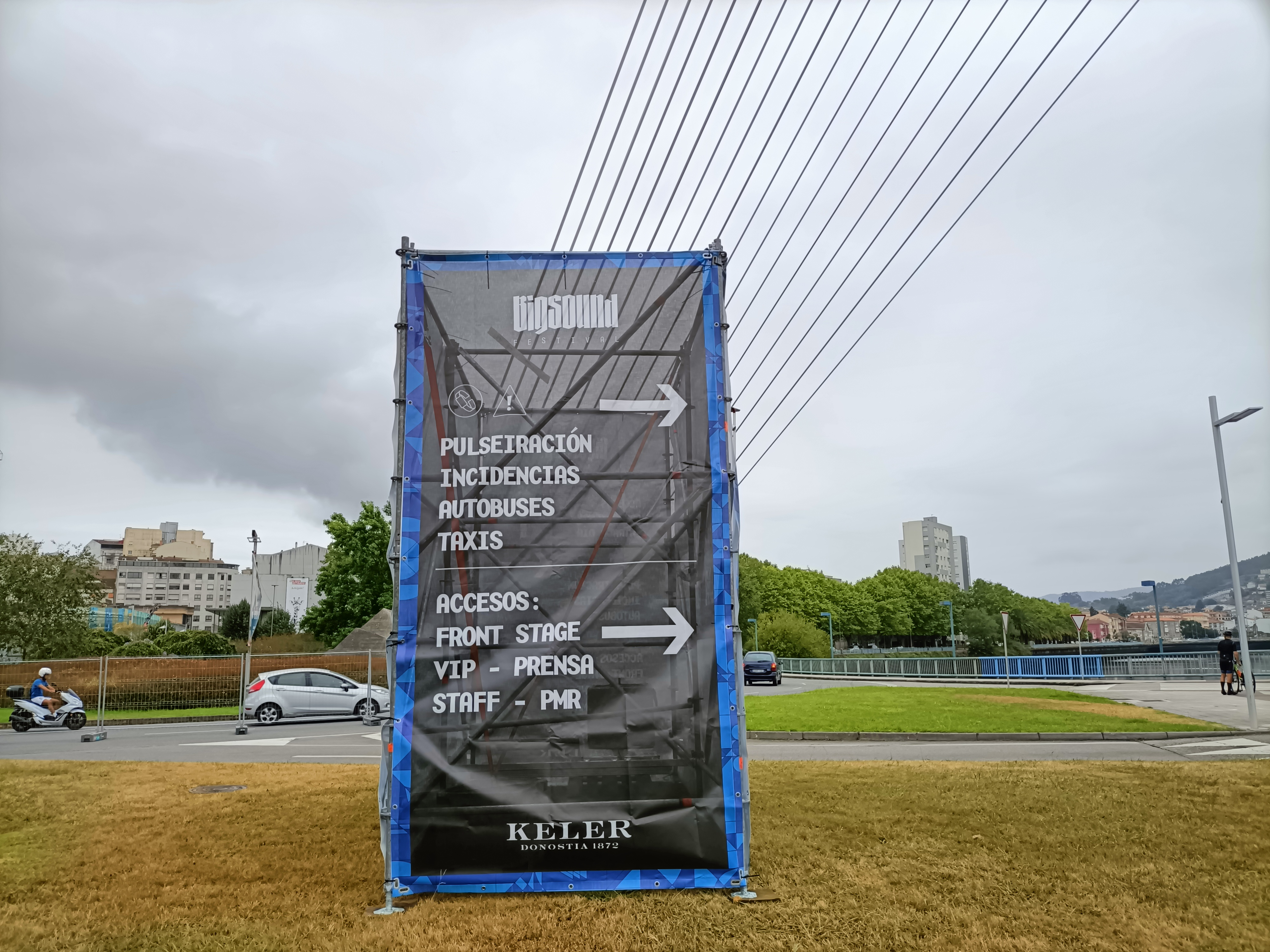
Panel del festival al lado del Puente de los Tirantes.